# 艾倫褶唇魚
艾倫褶唇魚，為輻鰭魚綱鱸形目隆頭魚亞目隆頭魚科的其中一種，分布於中西太平洋區，包括印尼、菲律賓、新幾內亞、索羅門群島、帛琉、馬紹爾群島等海域，棲息深度4-52公尺，體長可達10公分，棲息在潟湖、臨海礁石區，以珊瑚蟲為食，生活習性不明，可做為觀賞魚。